# 20-я армия (СССР)

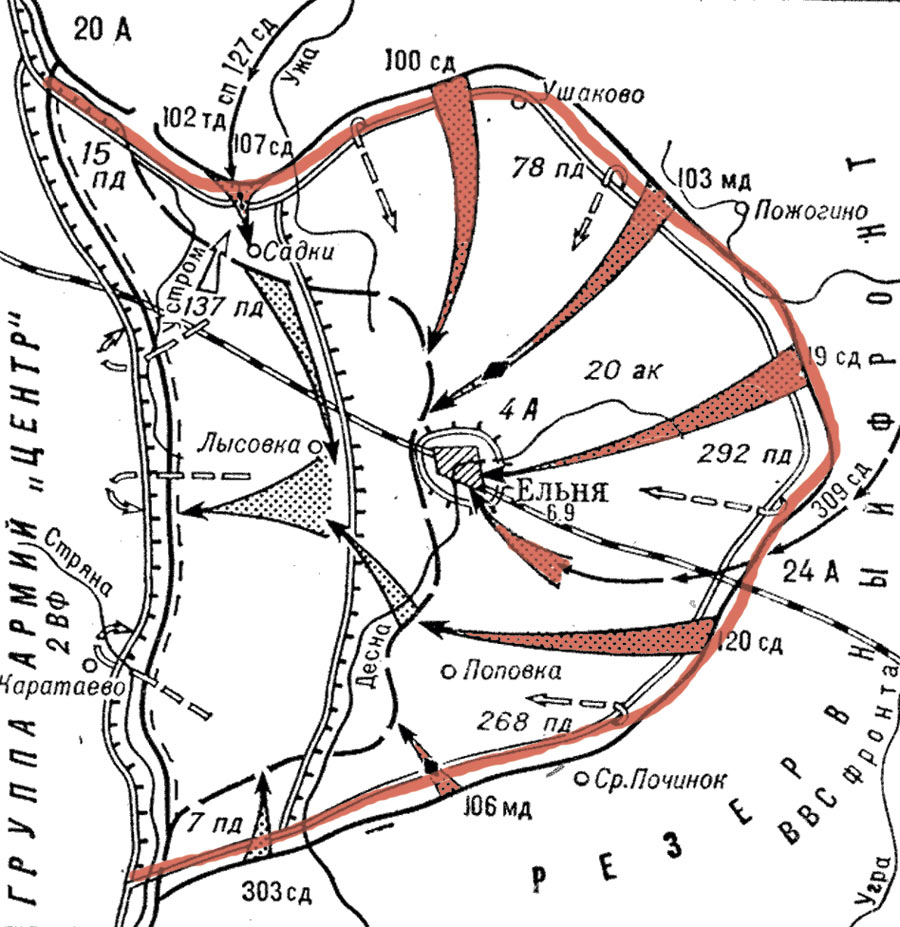
Схема Ельнинской наступательной операции. Дислокация формирований, перед Ельнинским выступом, на 29 августа 1941 года.

20-я армия — оперативное общевойсковое объединение РККА Вооружённых Сил СССР во время Великой Отечественной войны.

## Первое формирование

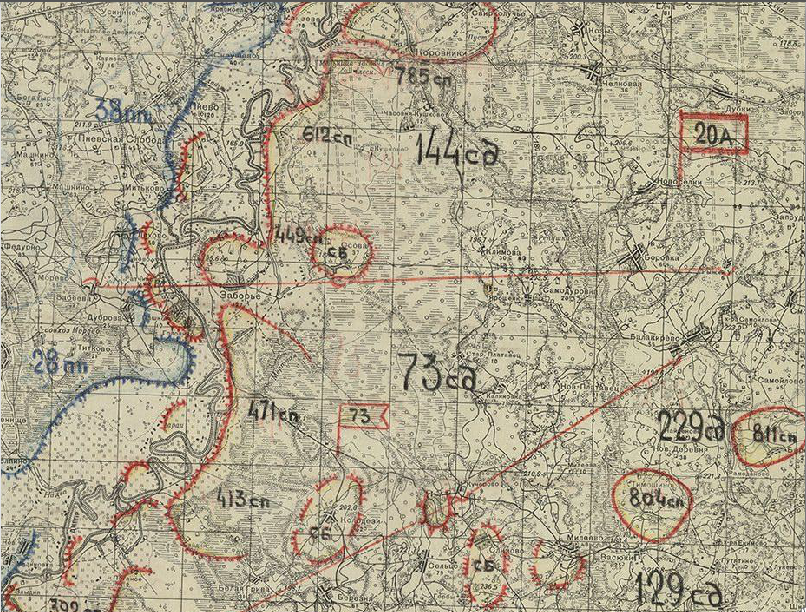
Положение частей 20-й армии на 15-25 сентября 1941 г.

Армия была сформирована в июне 1941 года на базе управления Орловского и войск Московского военных округов. Первоначально имела в составе 61-й и 69-й стрелковые корпуса, 7-й механизированный корпус, 18-ю стрелковую дивизию, ряд отдельных частей.
25 июня 1941 включена в состав группы армий Резерва ГК:

Штарм с 25.06 — Смоленск. Состав: 61 ск (110, 172 сд) в районе Могилёва. Начало выгрузки 26.06, окончание — 3.07. 69 ск (73, 229, 233 сд) в районе Смоленска. Начало прибытия 25.06, окончание — 3.07. 20 ск (137, 144, 160 сд) в районе Кричев, Чаусы. Начало прибытия 28.06, окончание — 4.07. 41 ск (118, 235 сд) в районе Дорогобужа. Начало прибытия 29.06, окончание — 5.07.
2 июля в изменённом составе была включена в Западный фронт. К 6 июля была усилена 5-м мехкорпусом (две танковые дивизии) и участвовала в Лепельском контрударе (6-9 июля). 7 июля оборонительные позиции в районе Могилёва вместе с 61-м стрелковым корпусом были переданы в подчинение 13-й армии.
С 10 июля участвовала в Смоленском сражении,16 июля оказалась в оперативном окружении к западу от Смоленска, однако продолжала оказывать организованное сопротивление. В начале августа 1941, понеся значительные потери, армия вышла из окружения. В её состав были включены соединения и части 16-й армии, а саму 20-ю армию возглавил бывший командующий 16-й армией генерал-лейтенант М. Ф. Лукин.
10 сентября в связи с назначением командующим войсками Западного фронта генерал-лейтенанта И. С. Конева его 19-ю армию принял генерал-лейтенант М. Ф. Лукин, а 20-ю армию возглавил генерал-лейтенант Ф. А. Ершаков.
В октябре 1941 года, с началом Московской битвы, 20-я армия оказалась в окружении под Вязьмой. Командующий армиейЕршаков был взят в плен, а член Военного совета армии корпусной комиссар Ф. А. Семёновский погиб. Несмотря на это, армия продолжала оказывать сопротивление. Часть войск смогла вырваться из окружения и выйти на Можайскую линию обороны.

К 20 октября 1941 года полевое управление армии было расформировано, а её войска переданы на укомплектование других соединений и частей фронта.

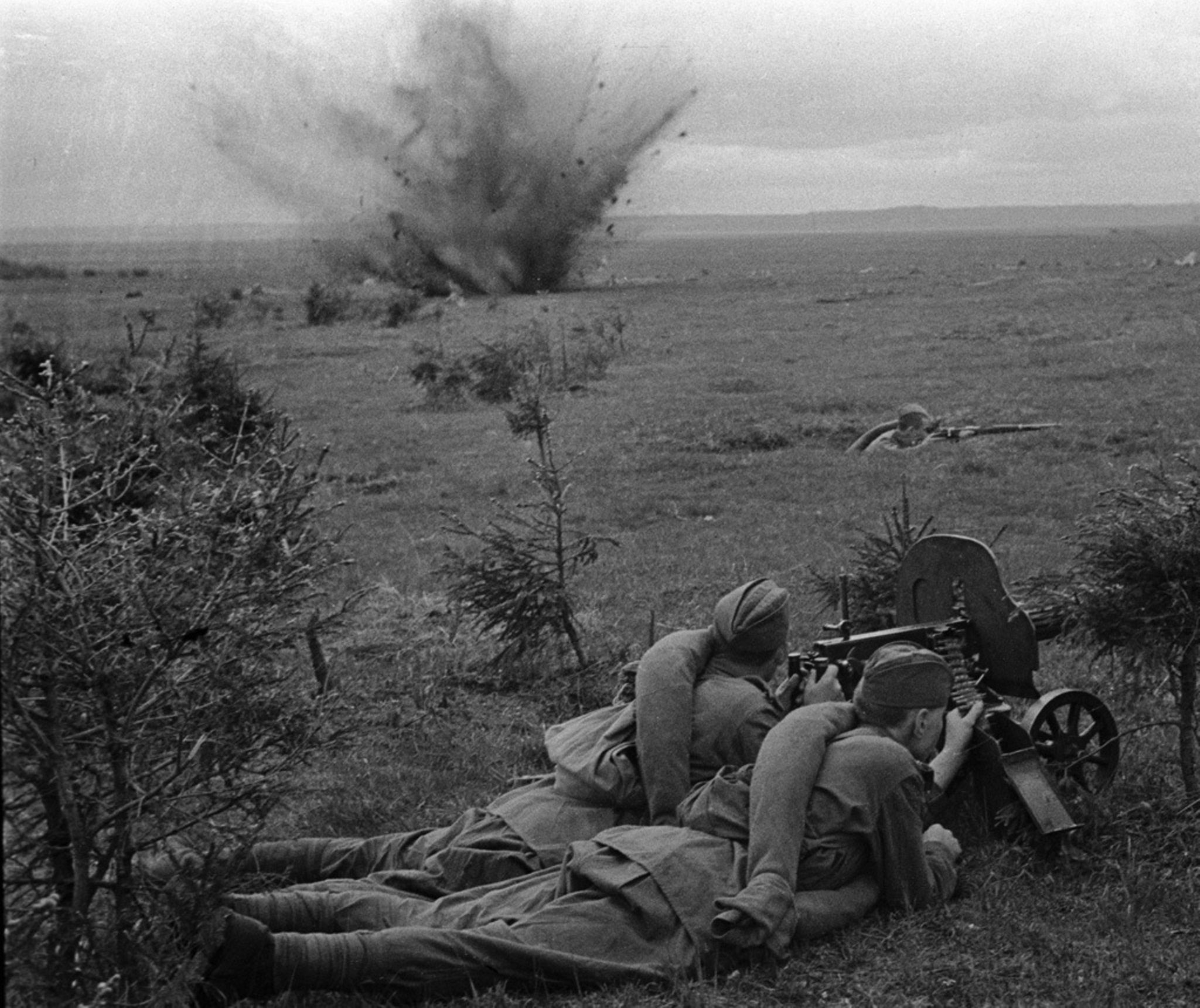
Воины одной из частей 20-й армии ведут бой на берегу Днепра, западнее Дорогобужа, сентябрь 1941 фото

### Боевой состав
- Управление

#### Состав на 2.07.1941
- 69-й стрелковый корпус (генерал-майор Е. А. Могилёвчик)
  - 73-я стрелковая дивизия (полковник А. И. Акимов)
  - 229-я стрелковая дивизия (генерал-майор М. И. Козлов)
  - 233-я стрелковая дивизия (полковник Г. Ф. Котов)
- 61-й стрелковый корпус (генерал-майор Ф. А. Бакунин)
  - 110-я стрелковая дивизия (полковник В. А. Хлебцев)
  - 144-я стрелковая дивизия (генерал-майор М. А. Пронин)
  - 172-я стрелковая дивизия (генерал-майор М. Т. Романов)
- 7-й механизированный корпус (генерал-майор В. И. Виноградов)
  - 14-я танковая дивизия (полковник И. Д. Васильев)
  - 18-я танковая дивизия (генерал-майор Ф. Т. Ремизов)
- В подчинении штаба армии
  - 18-я стрелковая дивизия (полковник К. В. Свиридов)
  - 438 и 587 кап БМ, 12-й дивизион бронепоездов (12 депо)

#### Состав на 7.07.1941
- 69-й стрелковый корпус (генерал-майор Е. А. Могилёвчик)
  - 153-я стрелковая дивизия (полковник Н. А. Гаген)
  - 229-я стрелковая дивизия (генерал-майор М. И. Козлов)
  - 233-я стрелковая дивизия (полковник Г. Ф. Котов)
- 7-й механизированный корпус (генерал-майор В. И. Виноградов)
  - 14-я танковая дивизия (полковник И. Д. Васильев)
  - 18-я танковая дивизия (генерал-майор Ф. Т. Ремизов)
- 5-й механизированный корпус (генерал-майор И. П. Алексеенко)
  - 13-я танковая дивизия (полковник Ф. У. Грачёв)
  - 17-я танковая дивизия (полковник И. П. Корчагин)
- Штаб 44-го стрелкового корпуса (комдив В. А. Юшкевич)
- В подчинении штаба армии
  - 73-я стрелковая дивизия (полковник А. И. Акимов)
  - 18-я стрелковая дивизия (полковник К. В. Свиридов)
  - 1-я мотострелковая дивизия (полковник Я. Г. Крейзер)
  - 57-я танковая дивизия (полковник В. А. Мишулин)
  - 128-я стрелковая дивизия (полковник Ф. И. Комаров)

#### Состав на 10.07.1941
- 69-й стрелковый корпус (генерал-майор Е. А. Могилёвчик)
  - 153-я стрелковая дивизия (полковник Н. А. Гаген)
  - 229-я стрелковая дивизия (генерал-майор М. И. Козлов)
  - 233-я стрелковая дивизия (полковник Г. Ф. Котов)
- 5-й мехкорпус (генерал-майор И. П. Алексеенко)
  - 13-я танковая дивизия (полковник Ф. У. Грачёв)
  - 17-я танковая дивизия (полковник И. П. Корчагин)
- 7-й мехкорпус (генерал-майор В. И. Виноградов)
  - 14-я танковая дивизия (полковник И. Д. Васильев)
  - 18-я танковая дивизия (генерал-майор Ф. Т. Ремизов)
- 2-й стрелковый корпус (генерал-майор А. Н. Ермаков)
  - 100-я стрелковая дивизия (генерал-майор И. Н. Руссиянов)
  - 161-я стрелковая дивизия (полковник А. И. Михайлов)
- Штаб 20-го стрелкового корпуса генерал-майор С. И. Еремин
- В подчинении штаба армии
  - 73-я стрелковая дивизия (полковник А. И. Акимов)
  - 18-я стрелковая дивизия (полковник К. В. Свиридов)
  - 57-я танковая дивизия (полковник В. А. Мишулин)
  - 1-я мотострелковая дивизия (полковник Я. Г. Крейзер)
  - 144-я стрелковая дивизия (генерал-майор М. А. Пронин)
  - 128-я стрелковая дивизия (полковник Ф. И. Комаров)
  - 49, 151, 467, 587 кап; 592 пап РГК, 7 сводный ап, 4 отд. минб; 12, 76, 123, 185 озад ПВО; 12 дивизион бепо.

#### Состав на 8.08.1941
- 73-я стрелковая дивизия (полковник А. И. Акимов)
- 129-я стрелковая дивизия (генерал-майор А. М. Городнянский)
- 144-я стрелковая дивизия (генерал-майор М. А. Пронин)
- 229-я стрелковая дивизия (генерал-майор М. И. Козлов)
- 161-я стрелковая дивизия (полковник А. И. Михайлов, с 22.08 — П. Ф. Москвитин)
- 153-я стрелковая дивизия (полковник Н. А. Гаген)

#### Состав на 20.09.1941[1]
- 73, 129, 144 и 229 сд
- 128 тбр
- 126 кап, 302 гап, 592 пап, 812 птп
- 185 и 123 задн РГК

## Второе формирование
Вновь сформирована 30 ноября 1941 года на базе оперативной группы полковника А. И. Лизюкова на основании директивы Ставки ВГК от 29 ноября 1941 года. В неё вошли 331-я и 352-я стрелковые дивизии, 28-я, 35-я и 64-я стрелковые бригады, 134-й и 135-й отдельные танковые батальоны, артиллерийские и другие части. Командующим армией был назначен А.А. Власов

### 1941 год
В составе войск правого фланга Западного фронта с 6 по 25 декабря 1941 года принимала участие в Клинско-Солнечногорской наступательной операции (Московская битва). В ходе операции войска 20-й армии совместно с частями 16-й, 30-й и 1-й ударной армий нанесли поражение основным силам 3-й и 4-й танковых групп противника и отбросили их на рубеж река Лама — река Руза,  освободив также несколько населённых пунктов, в том числе Волоколамск (20 декабря).

### 1942 год
10 января 1942 года, в начале Ржевско-Вяземской стратегической операции, войска армии прорвали оборону противника на рубеже Ламы и, преследуя его, к концу января вышли в район северо-восточнее Гжатска.
6 мая 169-й минометный полк закончив формирование прибыл на фронт и вошел в подчинение начальника артиллерии 20-й армии.
15 июня 169-й минометный полк занял боевой порядок в районе деревень Берёзки и Санники Смоленской области  и поддерживал 35 ОСБр, занимавшую оборону.
28 июля 169-й минометный полк занял боевой порядок в районе Ивановское-Галахово, поддерживал 354-ю стрелковую дивизию. Полк возглавлял группу АПП, детально разработал план артиллерийского наступления и при выполнении задачи разрушил все узлы сопротивления. Дивизия прорвала оборону противника, продвинувшись южнее села Погорелое Городище и достигла реки Гжать в районе деревень Михалкино, Ярыгино.
20 августа 169-й минометный полк переподчинился 31-й армии.
25 ноября — 20 декабря 1942 года принимала участие во Второй Ржевско-Сычёвской операции.

### 1943 год
В конце июля 1943 — апреля 1944 года находилась в резерве Ставки ВГК, Калининского и Ленинградского фронтов.
В апреле 1944 года армия была расформирована. На базе полевого управления армии создано управление 3-го Прибалтийского фронта, а её войска переданы в другие армии.

## Командование

### Командующий
- генерал-лейтенант Ремезов, Фёдор Никитич (25.06 — 5.07.1941),
- генерал-лейтенант Курочкин, Павел Алексеевич (5.07 — 8.08.1941),
- генерал-лейтенант Лукин, Михаил Фёдорович (8.08 — 10.09.1941),
- генерал-лейтенант Ершаков, Филипп Афанасьевич (11.09 — 20.10.1941),
- генерал-майор, с 24 января 1942 — генерал-лейтенант Власов, Андрей Андреевич (30.11.1941 — 8.03.1942),
- генерал-лейтенант Рейтер, Макс Андреевич (9.03 — 28.09.1942),
- генерал-майор Тюрин, Александр Алексеевич (29.09 — 10.10.1942),
- генерал-майор Кирюхин, Николай Иванович (11.10 — 4.12.1942),
- генерал-лейтенант Хозин, Михаил Семёнович (4.12.1942 — 5.01.1943),
- генерал-майор, генерал-лейтенант Берзарин, Николай Эрастович (5.01 — 17.03.1943, 21.08 — 8.09.1943),
- генерал-майор Ермаков, Аркадий Николаевич (20.03 — 20.08.1943, 9 — 15.09.1943),
- генерал-лейтенант Зыгин, Алексей Иванович (16.09.43 — 22.09.1943),
- генерал-лейтенант Лопатин, Антон Иванович (25.09 — 30.10.1943),
- генерал-лейтенант Гусев, Николай Иванович (1.11.1943 — 21.04.1944),

### Член Военного Совета
- корпусный комиссар Семеновский, Фёдор Алексеевич (25.06 — 20.10.1941),
- бригадный комиссар Власов, Василий Яковлевич (2.07 — 20.10.1941),
- дивизионный комиссар Куликов, Пётр Николаевич (30.11.1941 — 8.11.1942),
- бригадный комиссар, с 5 декабря 1942 — полковник Шашков, Герасим Кондратьевич (21.06.1942 — 24.03.1943),
- дивизионный комиссар, с 6 декабря 1942 — генерал-майор Лобачёв, Алексей Андреевич (10.11.1942 — 21.04.1944),
- полковник Иванов, Степан Андрианович (1.04.1943 — 21.04.1944).

### Начальники штаба
- генерал-майор Корнеев, Андрей Дмитриевич (25 — 28.06.1941),
- генерал-майор Корнеев, Николай Васильевич (28.06 — 20.10.1941),
- полковник, с 27 декабря 1941 — генерал-майор Сандалов, Леонид Михайлович (30.11.1941 — 29.09.1942),
- генерал-майор, с 22 февраля 1944 — генерал-лейтенант Вашкевич, Владимир Романович (29.09.1942 — 21.04.1944).

### Заместители командующего армии по т/в, Командующие БТ и МВ армии
- на 11.40	Демидов, Иван Демидович, полковник
- на 06.41	Проскуров, полковник
- 00.11.1941 — 00.03.1942 Малышев, Михаил Иванович, подполковник
- 31.01.1942 — 31.03.1942, ид Бахметьев, Дмитрий Дмитриевич, полковник
- 00.05.1942 — 00.06.1942 Ремизов, Фёдор Тимофеевич, ген.-майор т/в
- 00.07.1942 — 00.01.1943 Белов, Евтихий Емельянович, полковник, с 07.02.1943 генерал-майор т/в
- 06.01.1943 — Зелинский, Василий Петрович, полковник
- — 15.02.1943, ид	Белов, Евстратий Васильевич, майор (15.02.1943 попал в плен)
- Колосов, Максим Васильевич (6.06.1943 по 4.11.1943) генерал-майор танковых войск.

## Боевой состав

### На 1.12.1941
Боевой состав советской армии на декабрь 1941 года:
- 331-я стрелковая дивизия (генерал-майор Ф. П. Король).
- 352-я стрелковая дивизия (полковник Ю. М. Прокофьев).
- 28-я, 35-я и 64-я стрелковые бригады.
- 517 ап РВГК, 7 и 15 огв. мд.
- 134-й и 135-й отдельные танковые батальоны.
- 226 миб, 127 осб.